# Gianluca Bortolami
Gianluca Bortolami (Locate di Triulzi, 28 agosto 1968) è un ex ciclista su strada e pistard italiano.
Professionista dal 1990 al 2005, vinse la Coppa del mondo 1994 e il Giro delle Fiandre 2001, oltre a un Giro del Piemonte.

## Carriera
Si mette in luce già nelle categorie giovanili ottenendo più di duecento vittorie su strada e pista. Nella categoria Juniores conquista la medaglia d'oro al Campionato italiano nell'inseguimento a squadre nel 1985 e 1986; sempre nel 1986 si aggiudica anche l'argento nell'inseguimento individuale e il bronzo in quello a squadre ai mondiali di Casablanca. Attivo tra i dilettanti dal 1987 al 1989, nel 1988 partecipa alle Olimpiadi di Seul e giunge al quarantesimo posto nella prova in linea mentre l'anno seguente si piazza quinto al Mondiale dilettanti a Chambéry.
Passa professionista nel 1990 con la Diana-Colnago, che poi diventerà Lampre, e centra ben presto la sua prima vittoria, una tappa al Kellogg's Tour. Nel 1992 vince una frazione al Giro di Romandia e due al Giro del Portogallo.
Nel 1994 si trasferisce alla Mapei, dove resta per tre anni, e vive la sua stagione d'oro. Dopo aver vinto la sesta tappa del Tour de France, si aggiudica la Leeds International Classic e il Campionato di Zurigo nella stessa settimana conquistando anche, a fine anno, la classifica finale di Coppa del mondo battendo Johan Museeuw e Andrei Tchmil. Forte anche del successo al Giro del Veneto, in settembre viene convocato per il Mondiale di Agrigento, che conclude al venticinquesimo posto.
Le stagioni successive sono condizionate da incidenti, cadute, fratture e problemi fisici di vario genere che lo tengono lontano dalle corse per lunghi periodi. Riesce comunque a cogliere buoni risultati come il secondo posto alla Parigi-Roubaix 1996 e la vittoria di Coppa Bernocchi e Giro del Piemonte l'anno seguente.
Nel 2001 vince il Giro delle Fiandre, la corsa più importante della sua carriera; nello stesso anno si aggiudica una frazione al Giro di Svizzera. In seguito arrivano ancora soddisfazioni con le vittorie in prestigiose classiche italiane ed internazionali: conquista infatti nel 2002 il Giro di Romagna, il Grand Prix de Fourmies e il Gran Premio Bruno Beghelli, e nel 2004 nuovamente il Giro di Romagna.
Nel 2006 gli viene riscontrata una miocardite ed è costretto a lasciare l'attività agonistica; in complesso, nelle sedici stagioni da professionista, ha vinto trentadue corse.

## Palmarès
- 1990 (Diana, una vittoria)

5ª tappa Kellogg's Tour (Bridlington > Newcastle)
- 1991 (Colnago, due vittorie)

6ª tappa Settimana Ciclistica Bergamasca (Treviglio)
4ª tappa, 1ª semitappa Kellogg's Tour (Buxton > Manchester)
- 1992 (Lampre, tre vittorie)

2ª tappa Tour de Romandie (Delémont > Romont)
10ª tappa Giro del Portogallo (Figueira de Castelo Rodrigo > Macedo de Cavaleiros)
11ª tappa Giro del Portogallo (Macedo de Cavaleiros > Mirandela)
- 1993 (Lampre, due vittorie)

Monte Carlo-Alassio
Criterium d'Abruzzo
- 1994 (Mapei, cinque vittorie)

6ª tappa Tour de France (Cherbourg > Rennes)
Gran Premio Città di Camaiore
Leeds International Classic
Gran Premio di Svizzera
Giro del Veneto
- 1995 (Mapei, una vittoria)

Prologo Tour DuPont (Wilmington, cronometro)
- 1997 (Festina, quattro vittorie)

Coppa Bernocchi
2ª prova Trofeo dello Scalatore
5ª tappa Vuelta a Galicia (Maia > Vigo)
Giro del Piemonte
- 1998 (Festina, una vittoria)

Gran Premio di Chiasso
- 1999 (Vini Caldirola, due vittorie)

1ª tappa Giro d'Austria (Gröbming > Gröbming)
2ª tappa Giro d'Austria (Gröbming > Großraming)
- 2000 (Vini Caldirola, una vittoria)

1ª tappa Giro d'Abruzzo (Spoltore)
- 2001 (Tacconi Sport, quattro vittorie)

Giro delle Fiandre
Sparkassen Giro Bochum
3ª tappa Tour de Suisse (Baar)
3ª tappa Brixia Tour (Rovato > Brescia)
- 2002 (Tacconi Sport, tre vittorie)

Giro di Romagna
Grand Prix de Fourmies
Gran Premio Bruno Beghelli
- 2003 (Vini Caldirola, una vittoria)

1ª tappa Driedaagse De Panne - Koksijde (Middelkerke > Zottegem)
- 2004 (Lampre, due vittorie)

1ª tappa Giro del Belgio (Ostenda > Ostenda)
Giro di Romagna

### Altri successi
- 1994 (Mapei)

Classifica finale Coppa del Mondo
Circuito di Innsbruck

## Piazzamenti

### Grandi Giri
- Giro d'Italia

1990: 123º
1991: 16º
1992: 64º
1993: 55º
1994: 51º
1996: non partito (6ª tappa)
1997: 34º
2000: 96º
- Tour de France

1993: 73º
1994: 13º
1995: ritirato (18ª tappa)
1997: 46º
2000: ritirato (12ª tappa)
2002: 75º
2003: non partito (16ª tappa)

### Classiche monumento
- Milano-Sanremo

1990: 105º
1991: 78º
1992: 101º
1993: 43º
1994: 15º
1995: 58º
1996: 40º
1998: 25º
1999: 150º
2000: 126º
2001: 58º
2002: 142º
2003: 11º
- Giro delle Fiandre

1995: 5º
1996: 107º
1998: 9º
1999: 29º
2000: 86
2001: vincitore
2002: 37º
2004: 65º
2005: 50º
- Parigi-Roubaix

1995: 10º
1996: 2º
1998: 9º
1999: 19º
2000: 56º
2001: 15º
2003: 14º
2004: 39º
2005: 36º
- Liegi-Bastogne-Liegi

1993: 77º
1995: 15º
2001: 93º
- Giro di Lombardia

1994: 50º
1997: 11º
2004: ritirato

### Competizioni mondiali
- Coppa del mondo

1994: vincitore
1997: 10º
2001: 9º
- Campionati del mondo

Chambéry 1989 - In linea: 5º
Agrigento 1994 - In linea: 25º
San Sebastian 1997 - In linea: 34º
Zolder 2002 - In linea: 41º
- Giochi olimpici

Seul 1988 - In linea: 40º

## Riconoscimenti
- Atena d'Argento nel 1994
- Premio Bici al Chiodo dell'Associazione Nazionale Ex Corridori Ciclisti nel 2007